# IV. Mithridatész pártus király
IV. Mithridatész (pártus nyelven: 𐭌𐭄𐭓𐭃𐭕 Mihrdāt) a Pártus Birodalom királya i. e. 57-től i. e. 54-ig. 
Mithridatész III. Phraatész fia volt. I. e. 57-ben öccsével, Oródésszel együtt meggyilkolták apjukat és Mithridatész foglalta el a trónt. Öccse rövidesen fellázadt ellene, legyőzte és kivégeztette.

## Származása
Mithridatész III. Phraatész pártus király fia volt, aki rábízta a médek kormányzását. Neve az iráni Mihrdāt (eredetileg az óiráni Miθra-dāta-, jelentése "Mithra ajándéka") görög átirata.

## Uralkodása

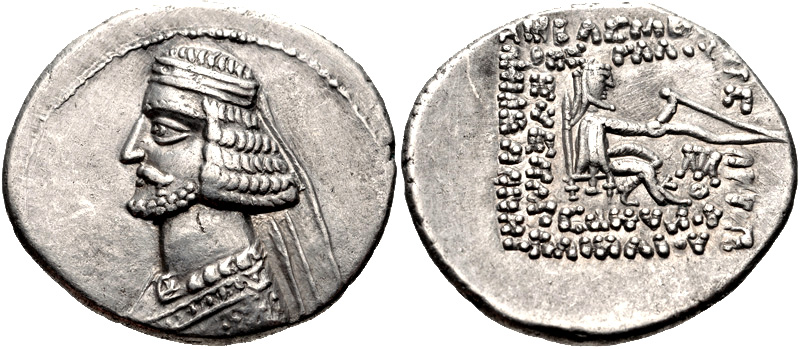
IV. Mithridatész pénze

I. e. 57-ben Mithridatész öccse, Oródész segítségével meggyilkolta apját és elfoglalta helyét a birodalom élén. A két fivér azonban hamarosan összeveszett és Oródész a Szuren klán segítségével fellázadt. Mindketten felvették a "királyok királya" címet, jelezve hogy magukat tekintik a valódi uralkodónak. Mithridatész emellett az "Arszakész" (a dinasztialapító nevéből) és a "nagykirály" címeket is használta. Míg korábban a "királyok királya" elsősorban azt jelentette, hogy az uralkodó számos országból álló birodalom fölött rendelkezik, ezúttal a trónkövetelő dinasztiatagok legitimációját volt hivatott megerősíteni.
IV. Mithridatész hamarosan kénytelen volt a római Syria provinciába menekülni és Aulus Gabinius proconsul segítségét kérni. Római segédcsapatokkal és a proconsul kíséretében hamarosan visszaindult, de Gabinius az Eufrátesznél visszafordult, mert újabb válság tört ki és XII. Ptolemaiosz egyiptomi fáraó 10 ezer talentummal lefizette, hogy visszasegítse a trónjára. Mithridatész így is folytatta útját és sikerült is elfoglalnia Babilóniát. I. e. 55-ben kiűzte Oródészt Szeleukeiából, a fővárosból és a következő évig saját pénzt veretett.
I. e. 54-ben Oródész hadvezére, Szúrén ostrom alá vette Szeleukeiában, majd csatában legyőzte. Mithridatész megadta magát, de öccse kivégeztette.

## Fordítás
- Ez a szócikk részben vagy egészben  a   Mithridates IV of Parthia című angol Wikipédia-szócikk ezen változatának fordításán alapul.  Az eredeti cikk szerkesztőit annak laptörténete sorolja fel. Ez a jelzés csupán a megfogalmazás eredetét és a szerzői jogokat jelzi, nem szolgál a cikkben szereplő információk forrásmegjelöléseként.

| Előző uralkodó: III. Phraatész | Pártus király I. e. 57 – I. e. 54 | Következő uralkodó: II. Oródész |